# Medibank International 2007
Medibank International 2007 — ежегодный профессиональный теннисный турнир международной серии ATP и 2-й категории WTA. Соревнования в 115-й раз проводится на открытых хардовых кортах Олимпийского теннисного парка в Сиднее, Австралия. Турнир прошёл с 7 по 13 января.
Прошлогодние победители:
- в мужском одиночном разряде —  Джеймс Блейк
- в женском одиночном разряде —  Жюстин Энен-Арденн
- в мужском парном разряде —  Фабрис Санторо и  Ненад Зимонич
- в женском парном разряде —  Корина Морариу и  Ренне Стаббс

## Соревнования

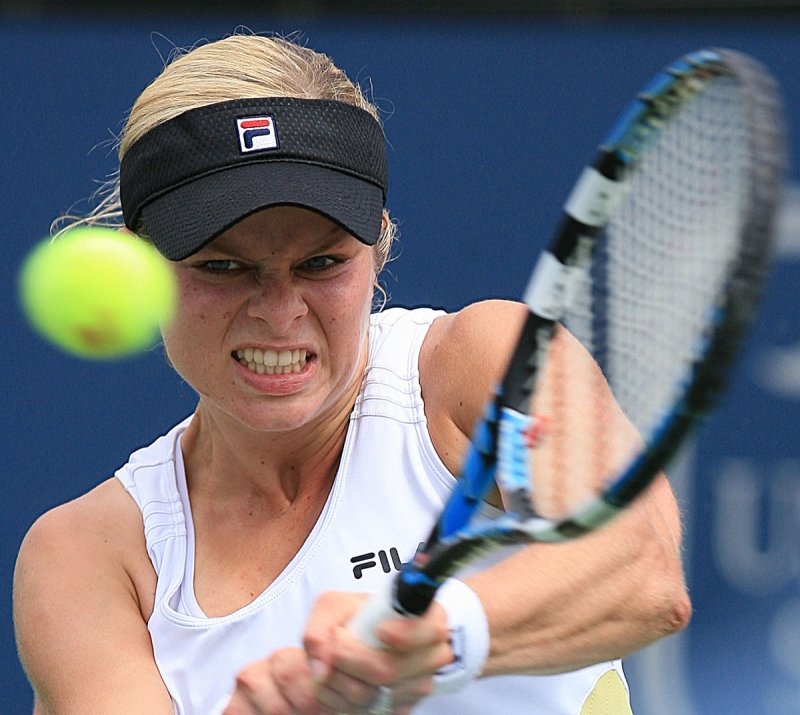
Чемпион одиночного соревнования у женщин — бельгийка Ким Клейстерс.

### Одиночные турниры

#### Мужчины
Джеймс Блейк обыграл  Карлоса Мойю со счётом 6-3, 5-7, 6-1
- Блейк выигрывает свой 1й одиночный турнир на соревнованиях ассоциации в году и 9й за карьеру.

#### Женщины
Ким Клейстерс обыграла  Елену Янкович со счётом 4-6, 7-6(1), 6-4
- Клейстерс выигрывает свой 1й одиночный турнир на соревнованиях ассоциации в году и 34й за карьеру.

### Парные турниры

#### Мужчины
Кевин Ульетт /  Пол Хенли обыграли  Даниэля Нестора /  Марка Ноулза со счётом 6-4, 6-7(3), [10-6].
- Ульетт выигрывает свой 1й в году и 30й за карьеру парный титул на соревнованиях мирового тура.
- Хенли выигрывает свой 1й в году и 20й за карьеру парный титул на соревнованиях мирового тура.

#### Женщины
Анна-Лена Грёнефельд /  Меганн Шонесси обыграли  Мариону Бартоли /  Мейлен Ту со счётом 6-3, 3-6, 7-6.
- Грёнефельд выигрывает свой 1й в году и 6й за карьеру парный титул на соревнованиях мирового тура.
- Шонесси выигрывает свой 1й в году и 15й за карьеру парный титул на соревнованиях мирового тура.